# Rejtély

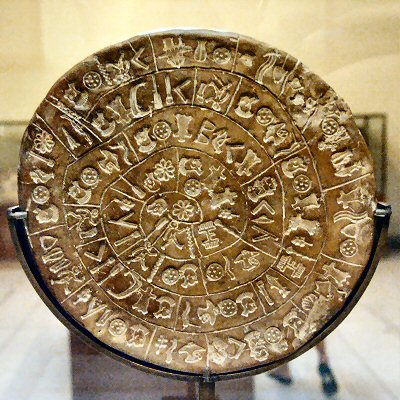
A phaisztoszi korong a rejtélyes képírással. Egyesek hamisítványnak tartják

A rejtély olyan tárgy vagy esemény, amelyre nem ismert észszerű magyarázat.
A rejtély lehet fiktív is, amikor például egy regényben szerepel. A rejtélyek közé sorolhatók a csodák is.
A legtöbb rejtélyt a történelem során sikerül tisztázni, okaira tudományos magyarázatot adni. Például az ősember számára rejtély volt a villámlás, amelyet ma a tudomány többé-kevésbé megmagyarázott. Azonban tény, hogy egy speciális jelenség, a gömbvillám még ma sincs teljes mértékben tudományosan leírva.
Léteznek kreált rejtélyek is, ezeket leginkább az összeesküvés-elmélet névvel illetik. Jellemzőjük, hogy egymással csak összefüggeni látszó események egy keretbe foglalásával egy megmagyarázhatatlan célú, vagy ismeretlen lefolyású, esetleg feltételezett dolog vagy személy vagy természetfeletti közreműködését is igénylő történet áll össze.
Különbséget kell tenni a rejtély és a titok között. A titok egy ismeret elrejtése mások elől, megfejtését egy vagy több ember ismeri. Persze, ha a titok ismerője meghal, és később nem sikerül megfejteni, a titokból rejtély lesz. Vannak olyan titkok, amelyet ismerőik nem akarnak nyilvánosságra hozni, csak a beavatottaknak tárják fel őket. Ilyenkor alakulnak ki a titkos társaságok. Ez utóbbiak motivációja különböző lehet: politikai, tudományos, vallásos stb. vagy ezek vegyesen. Közismert titkos társaság a szabadkőműves mozgalom.
A rejtélyekhez sok mítosz is kapcsolódik. Létezik olyan mítosz, mely szerint a világegyetem tudása valahol össze van gyűjtve, tehát nem kell mást tenni, mint megtalálni ezt a helyet (Akasha könyvtár). Az ezoterika a titkos tudással foglalkozó terület gyűjtőfogalma. Az ezotéria egyes területei később igazi tudománnyá is alakulhatnak: lásd például az asztrológia vagy az alkímia esetét.